# Urutau-grande
O urutau-grande (nome científico: Nyctibius grandis), também chamado genericamente de chora-lua, ibijaú-guaçu, jurutau, mãe-da-lua, manda-lua, preguiça e urutago, é uma ave da família dos nictibiídeos (Nyctibiidae). Sua característica mais conhecida é o gemido único que emite durante a noite.

## Etimologia
'Urutau, jurutau e urutago derivam do tupi uruta'gwi, que tem o mesmo sentido definido do português. Foi registrado em 1857 como urutáo, em 1876 como urutaú e em 1876 como urutauí. Na forma jurutau, foi registrado em 1911 como jurutauhy; e na forma urutago foi registrado em 1594 como urutagui. Por sua vez, ibijaú-guaçu, derivou do tupi ïmbïya'u ("aquele que come terra"), segundo Antenor Nascentes) e gwa'su ("grande"). Ibijaú foi registrado em 1587 como ubujaú.

## Distribuição e habitat
A distribuição do urutau-grande vai do sul do México até o nordeste da Guatemala e através da maior parte da América Central até a América do Sul, chegando até o sudeste do Brasil e Bolívia. Em geral, se localiza em habitats florestais úmidos e semi-úmidos. Embora esta espécie esteja amplamente espalhada geograficamente, comparando duas subespécies, há pouca ou nenhuma variação em sua aparência, como tamanho ou plumagem. Ao longo do dia normalmente se encontra empoleirado ou em ninhos, situados geralmente acima de 12 metros acima do nível do solo dentro de grandes árvores. Os galhos que escolhe para pousar geralmente têm cerca de 20 a 30 centímetros de diâmetro. À noite, pode ir para poleiros mais baixos, como 1,5 metro acima do solo, de onde caça.

## Comportamento
Este predador noturno geralmente é visto empoleirado acima do solo enquanto forrageia, falcoando quando a presa é avistada. Após o salto, quase sempre retorna ao seu poleiro anterior. Normalmente, durante o dia, pousa ereto em tocos de árvore, e passa despercebido pois se assemelha a parte do toco; esta é uma camuflagem, não apenas pela coloração, mas pelo cenário. Pode ser localizado à noite pelo reflexo da luz de seus olhos, pois fica na vertical em um poste, poleiro ou tronco de árvore em ângulo.

### Reprodução
A reprodução foi registrada como ocorrendo tipicamente de fevereiro a agosto, mas, dependendo da região, aves reprodutoras podem ser encontradas quase o ano todo. O ninho se encontra em alguma depressão de galho de árvore grosso, pelo menos 10 metros acima do solo, com um único ovo branco (levemente manchado) medindo cerca de 5,2 × 3.8 centímetros (2 × 1,5 pegada). Poucos detalhes são conhecidos sobre o comportamento das ninhadas, mas cerca de um mês se passa antes que a prole seja vista sozinha no ninho. Um pintinho de poucos dias pesava 220 gramas em uma observação. Após cerca de cinco semanas, o filhote é uma versão de dois terços do adulto, mas com uma, com plumagem mais pálida, cauda mais curta e bico menor com menos cerdas rictais. O período de desenvolvimento deve ser de pelo menos dois meses. Após este período de tempo, a prole não retorna ao local do ninho.
Embora o urutau-grande adulto provavelmente tenha poucos predadores naturais, a predação de ovos, filhotes implumes ou emplumados aparentemente não é incomum. Os adultos ficam perto do ninho durante todo o dia e contam com a camuflagem para proteger seus filhotes. Os predadores de ninhos de urutau-grande na Costa Rica incluem macacos como Alouatta palliata e Ateles geoffroyi, assim como iraras (Eira barbara) e falcões-relógio (Micrastur semitorquatus).

### Alimentação
Suas presas consistem principalmente de grandes insetos voadores, especialmente grandes besouros, esperanças (tetigoniídeos) e insetos da ordem dos ortópteros (incluindo grilos e gafanhotos). Morcegos e pássaros também são capturados ocasionalmente. O urutau-grande aproveita a noite e sua camuflagem natural, parando em um poleiro exposto para esperar até que alguma presa voe, momento no qual se lança em direção à presa, retornando ao galho com ela. Muitas vezes, as aves desta espécie usam o mesmo poleiro de caça por várias noites.

## Estado de conservação
Devido à sua grande variedade, o urutau-grande é visto como uma espécie de menor preocupação na Lista Vermelha da União Internacional para a Conservação da Natureza (UICN / IUCN). Em 2005, foi classificado como vulnerável na Lista de Espécies da Fauna Ameaçadas do Espírito Santo; em 2014, como em perigo no Livro Vermelho da Fauna Ameaçada de Extinção no Estado de São Paulo; e em 2018, como pouco preocupante na Lista Vermelha do Livro Vermelho da Fauna Brasileira Ameaçada de Extinção do Instituto Chico Mendes de Conservação da Biodiversidade (ICMBio) e vulnerável na Lista das Espécies da Fauna Ameaçadas de Extinção no Estado do Rio de Janeiro.
A população na área rural do Brasil ocasionalmente usa o urutau-grande como fonte de alimento, mas tal hábito é infrequente, pois não oferece muita carne e é difícil de localizar. Nessas áreas, acredita-se que suas penas tenham poderes para fornecer castidade, então eles são caçados por suas partes do corpo, que são usadas para realizar cerimônias. Acredita-se também que partes de seu corpo afastam a sedução. Os urutaus-grandes temem a maioria dos humanos.